# OREX
OREX (Orbital Re-Entry EXperiment) fue una cápsula espacial japonesa no tripulada lanzada el 3 de febrero de 1994 mediante un cohete H-2 desde la base de Tanegashima con fines de experimentación tecnológica durante su reentrada atmosférica.
El fin del experimento era probar materiales para ser usados como protección térmica y obtener datos sobre la reentrada atmosférica para utilizarlos en el diseño del transbordador japonés HOPE-X.